# Charco Redondo
Charco Redondo är en ort i Mexiko.   Den ligger i kommunen Melchor Ocampo och delstaten Nuevo León, i den centrala delen av landet, 700 km norr om huvudstaden Mexico City. Charco Redondo ligger 262 meter över havet och antalet invånare är 150.
Terrängen runt Charco Redondo är platt. Runt Charco Redondo är det mycket glesbefolkat, med 7 invånare per kvadratkilometer. Charco Redondo är det största samhället i trakten. Trakten runt Charco Redondo består i huvudsak av gräsmarker.